# Giacomo Amari
Giacomo „Jake“ Amari († 1997) war ein italoamerikanischer Mobster der US-amerikanischen Cosa Nostra und Mitglied der DeCavalcante-Familie, die von ihrem Hauptsitz Elizabeth (New Jersey) aus agiert.

## Krimineller Werdegang
Laut dem Zeugnis des Pentitos Vincent Palermo aus dem Jahr 1999 war Amari ein berüchtigter und skrupelloser Caporegime (Kapitän), bevor er im Jahr 1989 von Familien-Boss Giovanni Riggi zum amtierenden Underboss befördert wurde.
Berichten zufolge war Amari in den 1980er Jahren stark an der Gewerkschaftskorruption (Labor Racketeering) in Newark beteiligt und wurde diesbezüglich in den frühen 1990er Jahren ebenso wie Giovanni Riggi inhaftiert. Nachdem Riggi inhaftiert worden war und John D’Amato als amtierender Boss die Familie leitete, entwickelte Amari eine enge Partnerschaft mit dem Consigliere (Berater) Stefano Vitabile.
Nachdem der offizielle, langjährige Underboss Louis LaRasso im Jahr 1991 offenbar Opfer einer sogenannten Lupara bianca wurde und spurlos verschwand, übernahm Amari fortan offiziell dessen Amt und leitete alle Arbeiter- und Bau-Operationen sowie AMI Construction aus Elizabeth. Während er auch als „Berater“ für Local 394 in der International Association of Laborers and Hod Carriers diente, wurde er im Jahr 1992 erneut befördert und trat als neuer amtierender Boss der DeCavalcante-Familie an die Stelle von D’Amato, der ebenfalls spurlos verschwand, nachdem bekannt wurde, dass dieser sich an homosexuellen Handlungen beteiligt haben soll.
Im Jahr 1995 wurde darüber berichtet, dass bei Jake Amari Magenkrebs diagnostiziert worden sein soll. Daraufhin organisierte Riggi etwa 1997 ein Drei-Mann-Gremium,
bestehend aus Girolamo Palermo, Vincent Palermo (nicht verwandt) und Charles Majuri, welches gemeinsam die Tagesgeschäfte mit Consigliere Stefano Vitabile regeln sollte.
Giacomo „Jake“ Amari, das zu dieser Zeit mächtigste Mitglied der DeCavalcante-Familie, starb im Jahr 1997 an Magenkrebs. Sein Tod führte zu einem massiven Machtvakuum in der Familie. Einige hochrangige Mitglieder drängten darauf, der nächste Chef der DeCavalcante-Familie zu werden.

## Filme und Dokumentationen
- In der HBO-Serie „Die Sopranos“ weist die fiktive Figur Giacomo „Jackie“ Aprile, Sr. viele Parallelen zu Amari auf.
  - Giacomo „Jackie“ trägt den gleichen Vornamen und teils den gleichen Spitznamen
  - Er ist amtierender Boss
  - Er stirbt an Magenkrebs
  - Sein Tod weckt ein massives Machtvakuum zwischen rivalisierenden Fraktionen innerhalb der Familie
- 2006: „The real Sopranos“, Dokumentation von Thomas Viner
- 2010: „Mob Money: An American Greed Special Presentation“; CNBC-Dokumentation